# Эшенвалдс, Эрикс
Э́рикс Э́шенвалдс (латыш. Ēriks Ešenvalds, род. 26 января 1977 года) — современный латвийский композитор, преподаватель Латвийской музыкальной академии. Трижды лауреат Большой музыкальной награды Латвии, офицер Ордена Трёх звёзд.

## Биография
Родился в Приекуле. Учился в Латвийской баптистской духовной семинарии в 1995—1997 годах, окончил в 2004 году Латвийскую музыкальную академию имени Язепа Витола (магистр композиции, руководитель — Сельга Менце). Брал мастер-классы у композиторов Майкл Финнисси, Клауса Хубера, Филиппа Манури и Джонатана Харви. В 2002—2011 годах — участник хора «Латвия», в 2011—2013 годах — привилегированный студент творческих искусств Тринити-колледжа Кембриджского университета. Трижды лауреат Большой музыкальной награды Латвии, лауреат первого приза Международной трибуны композиторов за произведение «Легенда о замурованной даме». Автор гимна Всемирных хоровых игр 2014 года в Риге, признанной Культурной столицей Европы в том году.
В настоящее время преподаёт композицию в Латвийской музыкальной академии. Женат, есть четверо детей.

## Записи
Записи Эшенвальдса выпускают звукозаписывающие студии Hyperion Records, Decca Classics, Deutsche Grammophon, Delphian Records, Pentatone and Ondine. Следующие записи посвящены его работам:
- «Страсти по Святому Луке, священные труды» (St Luke Passion Sacred Works) — Хор Латвийского радио[англ.], Симфонический оркестр Риги и Сигвардс Клява (Ondine, 2016)
- «Северные огни и прочие хоральные труды» (Northern Lights & other choral works) — Хор Тринити-колледжа Кембриджа и Стивен Лейтон[англ.] (Hyperion Records, 2015)
- «У основания неба» (At the Foot of the Sky) — государственный хор «Латвия» и Марис Сирмаис (2013)
- «Страсть и Воскресение и другие хоральные труды» (Passion & Resurrection & other choral works) — Britten Sinfonia[англ.], хор Polyphony[англ.] и Стивен Лейтон[англ.] (Hyperion Records, 2011)
- «O Salutaris» — камерный молодёжный хор и Марис Сирмаис (2011)

Northern Lights & other choral works вошёл в шорт-лист номинаций на Gramophone Classical Music Awards 2015 года, получил премию от критиков журнала Gramophone 2015 года и вошёл в список лучших альбомов 2015 года по версии Ici Radio-Canada Première. Альбомы At the Foot of the Sky (2013) и O Salutaris (2011) признаны лучшими классическими альбомами Латвии в соответствующие годы. В 2016 году камерный хор университета штата Портленд перезаписал альбомы с музыкой Эшенвалдса